# Élections législatives ghanéennes de 1965
 (avril 2025).
 (avril 2025).
Si vous disposez d'ouvrages ou d'articles de référence ou si vous connaissez des sites web de qualité traitant du thème abordé ici, merci de compléter l'article en donnant les références utiles à sa vérifiabilité et en les liant à la section « Notes et références ».
Des nominations parlementaires ont eu lieu au Ghana en 1965. A cette époque, le pays est un État à parti unique, aucun parti, à l'exception du Parti populaire de la Convention (CPP) du président Kwame Nkrumah, n'a l'autorisation participer. Tous les candidats ont été nommés par le Président et son parti.

## Historique
Grâce à un amendement constitutionnel adopté par la majorité du CPP et à un référendum l'année précédente, le CPP devient le seul parti légal. Tous les autres partis ont été interdits. Il s'agit du premier vote pour le parlement du pays depuis les élections législatives de 1956, avant l'indépendance ; La victoire de Nkrumah au référendum constitutionnel de 1960 a été considérée par le président et son parti comme un nouveau mandat du peuple et les mandats des membres de l'Assemblée nationale ont été prolongés de cinq ans.

## Résultats
Le Ghana étant désormais un État à parti unique, les 198 députés représentant le CPP sont nommés par le président et élus sans opposition.

## Conséquences
Nkrumah tombe lors d'un coup d'État en février 1966, le CPP prend fin et la constitution suspendue. La conversion du système de gouvernance du pays a été l’une des principales raisons du coup d’État de 1966. Le multipartisme a été rétabli lors des élections suivantes en 1969.